# Franz-Josef Kemper
Franz-Josef Kemper (República Federal Alemana, 30 de septiembre de 1945) fue un atleta alemán especializado en la prueba de 800 m, en la que consiguió ser subcampeón europeo en 1966.

## Carrera deportiva
En el Campeonato Europeo de Atletismo de 1966 ganó la medalla de plata en los 800 metros, corriéndolos en un tiempo de 1:46.0 segundos, tras el también alemán Manfred Matuschewski que con 1:45.9 s batió el récord de los campeonatos, y por delante de otro alemán Bodo Tümmler.